# Zarli Carigiet

Zarli Carigiet, Oktober 1970,
Foto: Hans Gerber, Comet Photo, ETH-Bibliothek Zürich

Zarli Carigiet als Wilhelm Tell mit Sohn, 1970, Foto: Hans Gerber

Zarli Carigiet [kariˈdʒ(j)ɛt] (* 5. August 1907 in Trun als Balthasar Anton Carigiet; † 6. Mai 1981 in Männedorf) war ein Schweizer Schauspieler.

## Leben
Zarli Carigiet war ein Sohn des Landwirtes Alois Carigiet und von Barbara Antonia Lombriser. Nach der Lehre als Dekorationsmaler folgte er seinem Bruder Alois Carigiet nach Zürich und wurde sein Gehilfe. Erste Erfahrungen auf der Laienbühne machte er 1927. Zwischen 1934 und 1947 wirkte er im Cabaret Cornichon, ab 1949 im Cabaret Fédéral und ab 1955 als Einmannbühne. Im Theaterstück Eusi chliini Stadt sang er 1959 zum ersten Mal das Lied Miis Dach isch dr Himmel vo Züri, das zu einem Evergreen in der deutschsprachigen Schweiz wurde. Eine Langspielplatte mit seinen beliebtesten Liedern und Texten wurde 1975 durch das Trio Eugster produziert. Durch seine erfolgreiche Bühnentätigkeit wurde er auch fürs Radio entdeckt.
Seine erste kleine Filmrolle hatte er 1924 im Stummfilm Die Entstehung der Eidgenossenschaft. Ab 1935 spielte er regelmässig im Schweizer Dialektfilm. Im Werbefilm Der Glückstreffer im Autopolster hatte er 1937 einen Auftritt. Eine der drei Hauptrollen übernahm er in Hinter den sieben Gleisen und in deren Fortsetzung Der Teufel hat gut lachen. Seine dritte und letzte Hauptrolle spielte er in Es Dach überem Chopf, der Verfilmung des gleichnamigen erfolgreichen Hörspiels aus dem Jahr 1960, in der er ebenfalls die Hauptrolle gespielt hatte. Aufgrund fehlender Angebote zog er sich nach 1962 immer mehr zurück. Einige populäre Fernsehauftritte bildeten die Ausnahme. Im Schellenursli-Hörspiel von Hans Gmür aus dem Jahr 1971 lieh Zarli Carigiet seine Stimme dem Vater von Ursli.
Ab 1940 war Zarli Carigiet in erster Ehe mit Jacqueline Moillet verheiratet. Der Ehe entstammt ein Sohn. Nach der Scheidung 1945 ehelichte er 1949 Doris Eberli. Das Paar hat zwei Kinder.

## Filmografie
- 1924: Die Entstehung der Eidgenossenschaft
- 1935: Jä-soo!
- 1938: Füsilier Wipf
- 1939: Kriminalkommissar Studer (Wachtmeister Studer)
- 1941: Gilberte de Courgenay
- 1941: Landammann Stauffacher
- 1942: Der Schuss von der Kanzel
- 1947: § 51 – Seelenarzt Dr. Laduner (Matto regiert)
- 1949: Swiss Tour
- 1952: Palast Hotel (Palace Hotel)
- 1959: SOS – Gletscherpilot
- 1959: Hinter den sieben Gleisen
- 1960: Wenn d’Fraue wähle
- 1960: Der Teufel hat gut lachen
- 1960: Wilhelm Tell
- 1962: Es Dach überem Chopf
- 1962: Finden Sie, daß Constanze sich richtig verhält?
- 1962: Schneewittchen und die sieben Gaukler
- 1966: Bonditis

## Auszeichnungen
- 1980: Anerkennungspreis des Kantons Graubünden
- 1981: Binet-Fendt-Preis